# Сикач, Степан Васильевич
Степа́н Васи́льевич Сика́ч (рум. Ștefan Sicaci; род. 8 сентября 1988, Тирасполь) — молдавский футболист, вратарь грузинского клуба «Динамо» Тбилиси. Имеет гражданство России.

## Клубная карьера
Воспитанник академии футбола тираспольского «Шерифа», играл во второй команде, с января 2007 года был приглашён в основной состав Шерифа контракт с клубом был до 2011 года.
В 2007 году был на просмотре в махачкалинском «Динамо», которое тренировал Леонид Назаренко. Переход не состоялся, но когда Назаренко в ноябре 2007 года стал тренером «Терека», Сикач подписал с грозненским клубом пятилетний контракт. Единственный матч в премьер-лиге провёл 22 марта, во втором туре против «Сатурна», в котором пропустил три мяча. В составе молодёжной команды в 39 матчах пропустил 44 мяча.
В феврале 2010 года перешёл на правах аренды в клуб «Волгарь-Газпром». По окончании срока аренды вернулся в «Терек». В 2013 году вернулся в «Волгарь».
В 2012 году перешёл в белгородский «Салют».
Летом 2016 года пополнил состав московского «Торпедо», выступавшего в ПФЛ. В составе «черно-белых» провёл 13 матчей, в которых пропустил 9 мячей. В марте 2017 года контракт был расторгнут по соглашению сторон.
В Грузии подписал контракт на два месяца с «Колхети-1913».
Летом 2017 года перешёл в «Афипс».
14 февраля главный тренер «Кайсара» Виктор Кумыков сообщил корреспонденту сайта meta-ratings.kz, что клуб подписал четырёх легионеров из стран ЕАЭС, в том числе Сикача.

## Карьера в сборной
Выступал в составе юношеской сборной Молдавии, 11 марта 2009 года провёл первый матч в составе молодёжной сборной.

## Достижения
- Чемпион Молдавии среди юношей: 2005, 2006[источник не указан 2590 дней]
- Обладатель Кубка ФНЛ: 2015
- Серебряный призёр чемпионата Грузии: 2018
- Чемпион Грузии: 2019